# Romildo Del Piage
Romildo Del Piage de Souza (São José dos Campos, 12 aprile 2000) è un calciatore brasiliano, centrocampista dell'RWDM47.

## Carriera
Cresciuto nel settore giovanile del Joseense, nella stagione 2019 ha giocato 4 partite nel Campeonato Paulista Segunda Divisão. Nel gennaio 2020 viene ceduto in prestito al Botafogo, con cui debutta l'11 gennaio seguente, giocando l'incontro del Brasileirão perso per 3-0 contro il Vasco da Gama. Al termine della stagione, viene riscattato a titolo definitivo.

## Statistiche

### Presenze e reti nei club
Statistiche aggiornate al 10 giugno 2022.
| Stagione        | Squadra         | Campionato      | Campionato | Campionato | Coppe nazionali | Coppe nazionali | Coppe nazionali | Coppe continentali | Coppe continentali | Coppe continentali | Altre coppe | Altre coppe | Altre coppe | Totale | Totale |
| Stagione        | Squadra         | Comp            | Pres       | Reti       | Comp            | Pres            | Reti            | Comp               | Pres               | Reti               | Comp        | Pres        | Reti        | Pres   | Reti   |
| --------------- | --------------- | --------------- | ---------- | ---------- | --------------- | --------------- | --------------- | ------------------ | ------------------ | ------------------ | ----------- | ----------- | ----------- | ------ | ------ |
| 2019            | Joseense        | B/SP            | 4          | 0          |                 | -               | -               |                    | -                  | -                  |             | -           | -           | 4      | 0      |
| 2020            | Botafogo        | A/RJ+A          | 0+4        | 0          | CB              | 0               | 0               |                    | -                  | -                  |             | -           | -           | 4      | 0      |
| 2021            | Botafogo        | A/RJ+B          | 4+6        | 0+1        | CB              | 0               | 0               |                    | -                  | -                  |             | -           | -           | 10     | 1      |
| 2022            | Botafogo        | A/RJ+A          | 4+14       | 0+1        | CB              | 4               | 0               |                    | -                  | -                  |             | -           | -           | 22     | 1      |
| Totale carriera | Totale carriera | Totale carriera | 37         | 2          |                 | 4               | 0               |                    | -                  | -                  |             | -           | -           | 41     | 2      |

## Palmarès

### Club

#### Competizioni nazionali
- Campeonato Brasileiro Série B: 1

Botafogo: 2021